# Jonatan (Jeleckich)
Jonatan, imię świeckie Anatolij Iwanowicz Jeleckich (ur. 30 stycznia 1949 w Szatałowce) – biskup Ukraińskiego Kościoła Prawosławnego Patriarchatu Moskiewskiego.

## Życiorys
W 1970, po zakończeniu zasadniczej służby wojskowej, wstąpił do seminarium duchownego w Leningradzie. Następnie w 1976 ukończył studia teologiczne w Leningradzkiej Akademii Duchownej. Został zatrudniony jako wykładowca śpiewu cerkiewnego i kierownik chóru seminarium i Akademii w Leningradzie.
5 kwietnia 1977 złożył wieczyste śluby zakonne, zaś 16 kwietnia tego samego roku został hierodiakonem. 24 grudnia 1978 przyjął natomiast święcenia kapłańskie.
Od 1987 służył w soborze św. Włodzimierza w Kijowie, zaś w lipcu 1988 został wyznaczony na pełniącego obowiązki namiestnika ławry Peczerskiej. Od października tego samego roku został na stałe wyznaczony na namiestnika tegoż monasteru, jako archimandryta. 23 kwietnia 1989, pozostając przełożonym Ławry, przyjął chirotonię na biskupa perejasławsko-chmielnickiego, wikariusza eparchii kijowskiej.
W grudniu 1993 został biskupem konotopskim. W swojej eparchii doprowadził do odzyskania przez Rosyjski Kościół Prawosławny Pustelni Glińskiej i sam został przełożonym reaktywowanej wspólnoty mniszej. W 1994 otrzymał godność arcybiskupią. W 1995 został przeniesiony do eparchii sumskiej i achtyrskiej.
30 czerwca 1999 został przeniesiony na katedrę chersońską i taurydzką, zaś w 2006 na katedrę tulczyńską. W 2014 otrzymał godność metropolity.
Jest autorem utworów muzyki cerkiewnej oraz przekładów pieśni religijnych, wydanych w trzech zbiorach: Христос рождается(1993), Степенные антифоны утрени (1994) oraz Православные церковные хоры (1995). Autor „Czarnobylskiej liturgii”. Napisał również kilka akafistów.
7 sierpnia 2023 r. sąd miejski w Winnicy skazał go na 5 lat pozbawienia wolności z konfiskatą mienia za dążenie do naruszenia integralności terytorialnej Ukrainy oraz usprawiedliwianie rosyjskiej inwazji na Ukrainę. Dowodami w sprawie były ulotki usprawiedliwiające najazd na Ukrainę, jakie znaleziono w komputerze biskupa, a także opublikowany przez niego artykuł, w którym przekonywał, iż Patriarchat Moskiewski ma prawo do prymatu wśród Kościołów prawosławnych, a Cerkiew ukraińska nie powinna się od niego oddzielać. Duchowny nie przyznawał się przed sądem do stawianych mu zarzutów. Sąd apelacyjny podtrzymał wyrok w mocy.
25 czerwca 2024 r. został, za wyrażoną wcześniej zgodą, uwzględniony w rosyjsko-ukraińskiej wymianie jeńców. W zamian za zwolnienie kilku ukraińskich jeńców przez Rosję strona ukraińska umożliwiła Jonatanowi wyjazd do Rosji. W październiku 2024 r. został przeniesiony w stan spoczynku.